# Блокбастер
Блокба́стер (англ. blockbuster; розм. бойовик) — термін щодо дуже успішних, високобюджетних вистав і кінофільмів. Термін походить від театрального жаргону у Великій Британії. «Блокбастер Інк.» — також назва мережі пунктів прокату кінофільмів і відеоігор у США та Канаді.

## Походження терміна
Уперше термін вжили британські військові під час Другої світової війни. Блокбастерами називали величезні бомби, якими німці бомбили міста Великої Британії, а також англійці міста Німеччини — такі що були здатні знести цілий квартал міста (англ. bust the block). Споріднений термін (англ. bunker busters) «підривачі бункерів» ще залишився у військовій термінології і вживався, зокрема, американськими військовими під час війни в Перській затоці.
Після війни, завдяки рекламним кампаніям, термін увійшов у загальний вжиток у театральній термінології Великої Британії і вживався, коли глядачі вишикувалися в черги на успішну та популярну виставу навколо цілого міського кварталу. Згодом термін почав вживатися щодо кінофільмів і навіть до успішних книжок. Себто блокбастер — фільм-бомба, який за своїм убивчим потенціалом від початку зорієнтований на смаки найширших глядацьких мас; фільм, який «зриває касу».
Загальноприйнятне використання закріпилося після кількох надзвичайно фінансово прибуткових кінофільмів нової ери 1970-х, першим з яких був «Хрещений батько» Френсіса Копполи. Від 2000-х у США загальноприйнятим критерієм приналежності кінофільму до блокбастерів є прибуток від кінофільму принаймні $100 млн доларів.
Зазвичай це масштабно-постановочний високобюджетний фільм, тому й жанри обираються видовищні — фантастичні, пригодницькі, історичні або екранізація популярного бестселеру. Задля більш гарантованого успіху практикують запрошення на головні ролі суперзірок, зйомки зі значним кошторисом та складними спецефектами, масованою рекламою на яку іноді витрачається до третини бюджету.